# Baraqish
Baraqish ou Barāḳish (em árabe: براقش) é uma cidade no noroeste do Iémen, 120 milhas a leste de Saná, em Jaufe, numa colina alta. Era conhecida pelos gregos e romanos como Atlula (ou Atrula), do antigo Iatil (Yṯl).
Baraqish, conhecido como Iatil anteriormente, estava localizada em Uádi Farda. O uádi era uma rota popular para caravanas devido à presença de água, o que permitia a passagem de caravanas por Iatil.[carece de fontes?]
Em 2015, a cidade foi relatada como estando gravemente destruída quando militares da Arábia Saudita, apoiados pelos EUA e pela Grã-Bretanha, bombardearam o local de Barakisch que estava a ser usado pelas forças hutis